# San Bartolomeo all’Isola
San Bartolomeo all’Isola (lat.: Ecclesia Sancti Bartholomaei in Insula) ist eine Kirche in Rom und seit 2002 Gedenkstätte der Märtyrer des 20. Jahrhunderts. Sie befindet sich auf der Isola Tiberina ungefähr 200 Meter südwestlich vom Marcellustheater. An ihrer Stelle befand sich in der Antike ein im Jahr 289 v. Chr. geweihter Tempel des Äskulap. Die dem Adalbert von Prag gewidmete Kirche sowie ein Kloster wurden um das Jahr 1000 im Auftrag des Kaisers Otto III. errichtet.

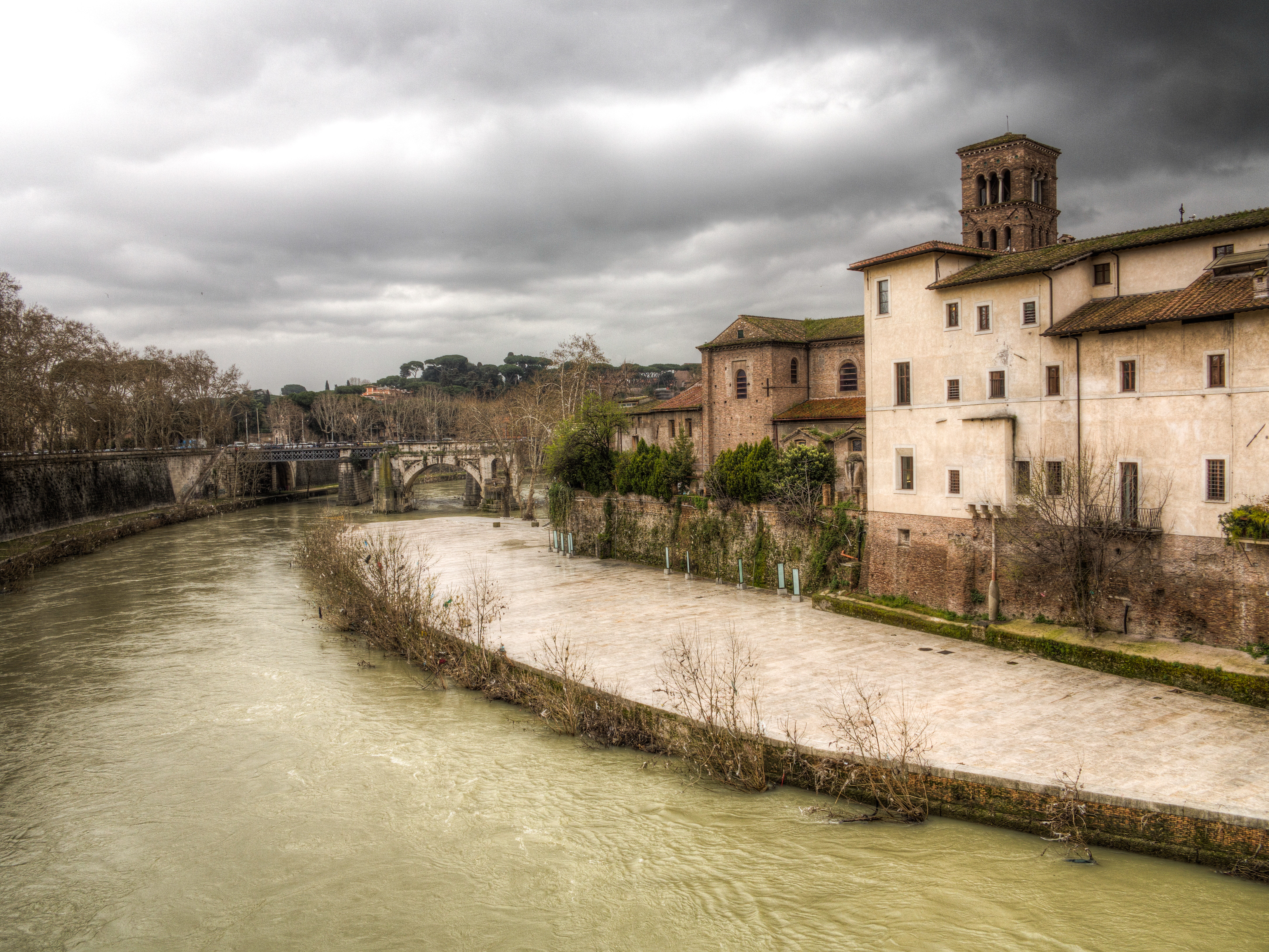
San Bartolomeo vom Ponte Fabricio aus

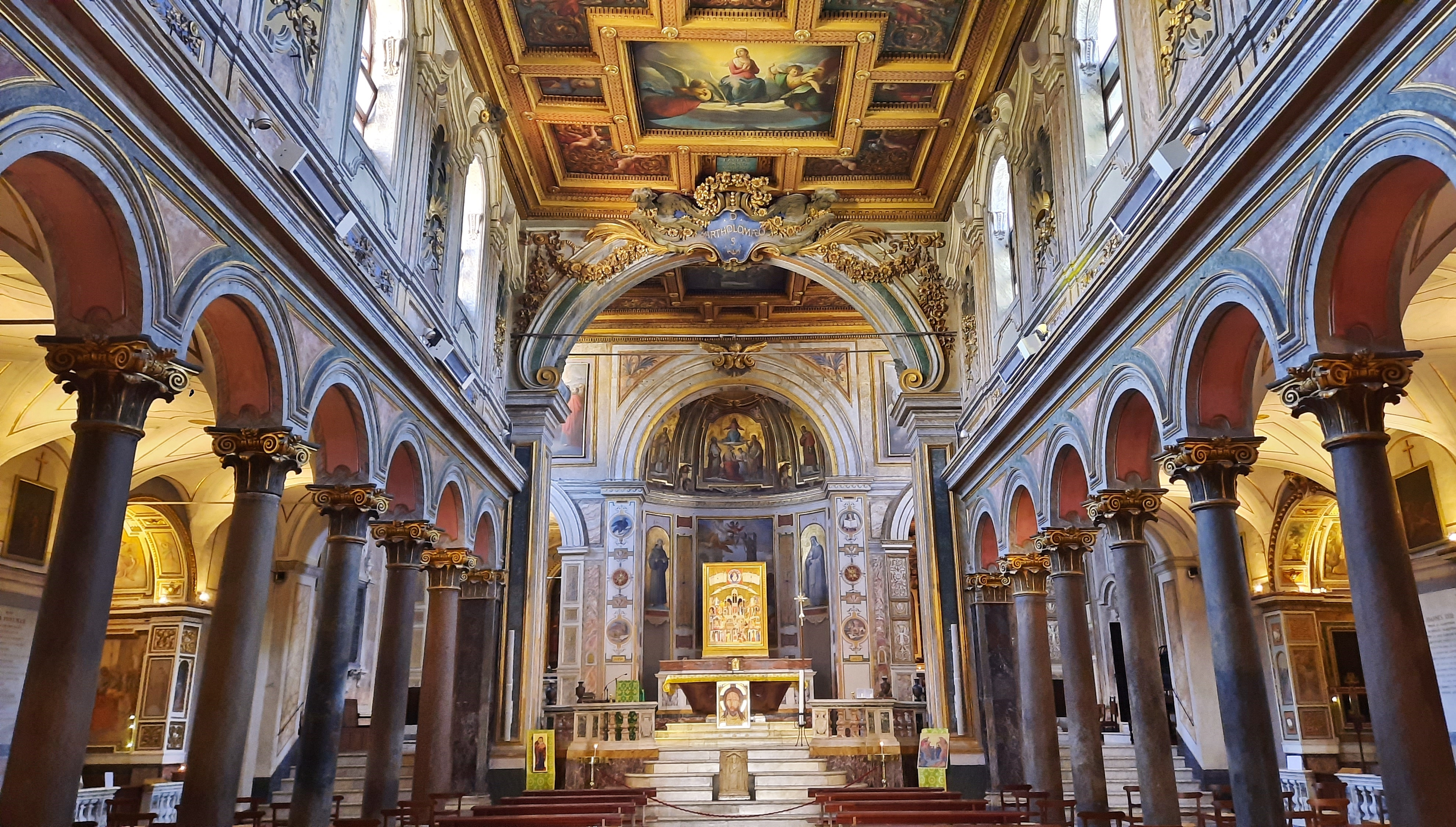
Das Innere der Kirche

1113 wurde die Kirche im Auftrag des Papstes Paschalis II. restauriert, die Errichtung des Glockenturms erfolgte 1118. Eine weitere, mit einigen Umbaumaßnahmen verbundene Restaurierung wurde 1583 nach den Plänen des Architekten Martino Longhi dem Älteren (1534–1591) durchgeführt. In den Jahren 1623 bis 1624 wurde nach den Plänen von Orazio Torriani oder Martino Longhi dem Jüngeren die Hauptfassade errichtet. Der Innenraum wurde zwischen 1720 und 1739 im Stil des Barock und in den Jahren 1852 bis 1865 im Stil des Historismus umgestaltet.
Als besonders sehenswert gelten das Marienfresko im Stil der Romanik und der um das Jahr 1000 errichtete reich geschmückte Marmorbrunnen.
Die Kirche ist dem Apostel und Heiligen Bartholomäus geweiht, dessen Gebeine von Kaiser Otto II. 983 nach Rom gebracht wurden, wo sie heute in San Bartolomeo all’Isola aufbewahrt werden. Darauf nimmt auch die Inschrift an der Fassade Bezug. Die Hirnschale des Heiligen wurde im 13. Jahrhundert nach Frankfurt am Main in den Kaiserdom St. Bartholomäus gebracht.
Seit 1993 wird die Kirche von der Gemeinschaft Sant’Egidio betreut; im Jahr 2002 weihte sie Papst Johannes Paul II. den neuen Märtyrern verschiedener Konfessionen des 20. Jahrhunderts. In den sechs Seitenkapellen sind Reliquien und Erinnerungsstücke ausgestellt, unter anderem ein Messbuch von Erzbischof Oscar Romero, ein Brief des seliggesprochenen österreichischen Kriegsdienstverweigerers Franz Jägerstätter an seine Familie, geschrieben wenige Tage vor seiner Ermordung, einen Brief des Bonner Schriftstellers Heinrich Ruster an seine Ehefrau aus dem KZ Sachsenhausen vom 8. März 1942, eine Reliquie des seligen Kardinals Clemens August Graf von Galen sowie Erinnerungen an die Widerstandskämpfer Joannes Baptista Sproll, Eugen Bolz und Maria Restituta Kafka.